# Карагандинский угольный бассейн
Караганди́нский у́гольный бассе́йн (каз. Қарағанды көмір бассейні) — один из крупнейших в мире угольных бассейнов. Расположен на территории Казахстана, в пределах Казахского мелкосопочника.
По запасам угля занимал третье место в СССР после Кузбасса и Донбасса. Но благодаря сравнительно мелкому залеганию угольных пластов и большой их мощности, а также высокому техническому уровню угледобычи стоимость карагандинских углей была ниже стоимости углей других бассейнов страны.
Площадь около 4 тыс. км² (по другим данным, 3600 км²), длина 120 км, ширина 35—50 км. Абсолютная высота 540—650 м. В угленосных отложениях карбона мощность до 20 км — до 30 рабочих пластов мощностью 0,2—18 м. Угли в основном каменные, марок ГЖ, Ж, КЖ, К, ОС. Теплота сгорания на рабочее топливо 21 МДж/кг. Запасы свыше 9 млрд тонн. Добыча главным образом подземным способом.
Основные центры добычи — города Караганда, Сарань, Абай, Шахтинск.
Потребителями коксующихся углей являются металлургические заводы Казахстана и России, энергетических — железнодорожный транспорт, электростанции и промышленные предприятия.
В прошлом Карагандинский угольный бассейн являлся одной из составных частей Урало-Кузнецкого промышленного комплекса и был топливной базой группы предприятий Магнитогорского и Орско-Халиловского металлургических гигантов.

## История освоения
Первооткрывателем Карагандинского угольного месторождения считается пастух Аппак Байжанов, который в 1833 году нашёл куски каменного угля в урочище Караганды, в 25 километрах южнее реки Нуры. Земля эта издревле принадлежала двум казахским родам — Сармантай и Мурат.
В 1856 году месторождение было куплено за 250 рублей петропавловским купцом Н. Ушаковым, который и начал добычу карагандинского угля.
Первая горная выработка была заложена в 1857 году. Она называлась «Ивановским разрезом».
В 1868 году уголь добывали на глубине 8—14 сажен, работало 78 человек. Уголь добывали для нужд небольшого Спасского медеплавильного завода.
К концу XIX века наследники Ушакова и компании, долгое время хозяйничавшие на Карагандинских угольных копях, пришли к полному разорению и сдали в аренду эти предприятия Жану Карно (сыну президента Франции Сади Карно). Весной 1905 года Жан Карно стал официальным владельцем, заплатив хозяевам 766 тысяч рублей.
В 1907 году эти предприятия перешли во владения «Акционерного общества Спасских медных руд», основанным в Лондоне Джимом Гербертом.
11 мая 1918 года В. И. Ленин подписал постановление СНК РСФСР о национализации Спасского медеплавильного завода и других предприятий.
В наследство от англичан Караганде достались взорванные и затопленные шахты, разрушенные шахтные постройки.
В 1920 году геологический комитет ВСНХ командировал в Караганду группу специалистов во главе с крупным учёным-геологом профессором А. А. Гапеевым для проведения геологических исследований.
В 1929 году в Караганде создаётся трест «Казахстройуголь», в задачу которого входило строительство и эксплуатация шахт Карагандинского бассейна.
В 1930—31 годах были заложены первые эксплуатационно-разведочные шахты. В 1932 году работало 18 поисково-разведочных шахт, выдавших 733,3 тыс. т угля. В 1940 действующие 20 шахт и 1 рудник выдали 6,3 млн т угля.
Геологоразведочные работы в бассейне получили широкое развитие в годы Великой Отечественной войны (1941—1945) и в послевоенный период. В военные годы вступили в строй 23 шахты и З разреза, которые выдали 45,8 млн т угля. К 1945 году была почти удвоена довоенная суточная выработка.
В 1947 году было образовано Карагандинское объединение угольной промышленности, в состав которого вошли 26 шахт и разрезы «Кушокинский» и «Молодёжный», а также 8 обогатительных фабрик, 4 завода но ремонту горно-шахтного и горнотранспортного оборудования, трест «Карагандастройуголь» и 14 других организаций.
К 1954 году была произведена полная геолого-промышленная оценка бассейна.
В 1955 году добыча угля достигла 24,5 млн т. В 1959—1965 годах в строй вступили 12 новых угольных предприятий. В 1970 году большинство шахт было механизировано, проведена реконструкция шахт в Шерубай-Нуре и Сарани, переоборудованы технические комплексы на других шахтах. Началось освоение Шубаркольского месторождения (ныне принадлежит компании «Шубарколь комир»).
В 1996 году Карагандинское объединение угольной промышленности было преобразовано в департамент угля и вошло в состав акционерного общества «Испат-Кармет» (ныне «АрселорМиттал Темиртау»).

## Геологическая информация
Карагандинский угольный бассейн расположен в западной части Карагандинского квазисинклинория, и представляет собой асимметричный синклинорий, вытянутый в широтном направлении; северное крыло пологое (10—30°), южное — крутое (до опрокинутого). Делится с запада на восток на 3 крупных синклинали: Шерубайнура, Караганды и Верхний Сокыр. Много разрывов, продольных и поперечных к общему направлению складок. Формирование геологической структуры бассейна связано в основном с герцинской складчатостью. Важную роль в создании современной структуры сыграли киммерийские движения, выразившиеся в крупных широтных надвигах (взбросах) палеозойских пород на юрские отложения вдоль южной окраины бассейна.
Каменные угли бассейна приурочены к нижнему карбону. Отложения карбона характеризуются промышленной угленосностью в четырёх свитах — ашлярикской, карагандинской, долинской и тентекской. Вмещающие породы сложены песчаниками, аргиллитами и алевролитами.
Угленосность юрских отложений связана с образовавшимися в континентальных условиях озёрными осадками.
Угольная структура общей мощностью около 4000 м по литологическому составу и фауне подразделяется на 7 свит (снизу вверх):
- безугольная нижневизейская аккудинская (500—700 м),
- угольная нижнеср. ащылыайрыкская (585—600 м),
- верхневизейская серпуховская и продуктивная карагандинская (695—755 м),
- безугольная верхнекарагандинская (450—550 м),
- средне-карагандинская продуктивная долинская (450—550 м),
- угольная тентекская (520—560 м),
- верхнекарбоновая шаханская свиты (350 м).

Основная угленосность бассейна связана с осадками каменноугольной системы. Высокой зольностью отличаются угли ашылыайрыкской и тентекской свит (20—45 %), меньшей — карагандинской (8—25 %) и долинской (4—15 %). Угли малосернистые, содержание серы редко превышает 1 %. Содержание фосфора 0,01—0,13 %. Рабочая влажность 3—6 %; теплота сгорания горючей массы 8100—8700 ккал/кг, низкий показатель 4500—6700 ккал/кг. Зольность бурого угля 15—22 %, содержание серы 0,01 — 1,2, выход летучих веществ на горючую массу 42—52 %. Рабочая влажность 9—19 %; выход смолы 9—13 %; теплота сгорания горючей массы 6200—7100 ккал/кг, рабочего топлива в среднем 3620 ккал/кг.
Водосбор в котловинах Карагандинского района 3—12 м³/ч, в районах Шерубайнура и Тешек 25—60 м³/ч, в тектонических трещинах 150—250 м³/ч. Геотермический градиент шахт 1,2—2,2°С/100 м. Температура на глубине 1000 м колеблется в пределах 20—32 °C. Общая плотность свит 500—900 м. Общие запасы угля составляют 43,7 млрд т, в том числе каменного угля 10,8 млрд т, балансовые запасы 9,3 млрд т. Общие запасы бурого угля 2,4 млрд тонн.

## Добыча угля
В 1980-е годы крупнейшими по добыче были шахты имени Костенко, имени 50-летия Октябрьской революции и имени Ленина
Ныне добычей угля занимаются шахты угольного департамента АО «АрселорМиттал Темиртау» и АПУП «Гефест». Разработкой Верхнесокурской группы месторождений бурого угля (восточное крыло Карагандинского угольного бассейна), расположенных к востоку от города Караганды, занимаются разрезы компаний ТОО «Разрез „Кузнецкий“» и АО «ГРК „SAT Komir“».
- АО «АрселорМиттал Темиртау» — 11,07 млн тонн (2013)[5]

1. Шахта имени Ленина
2. Шахта «Тентекская»
3. Шахта «Казахстанская»
4. Шахта «Шахтинская»
5. Шахта имени Кузембаева
6. Шахта «Саранская»
7. Шахта «Абайская» (бывшая им. Калинина)
8. Шахта имени Костенко

- АПУП «Гефест»

1. Шахта «Западная»
2. Шахта «Кировская»
3. Шахта «Батыр» (бывшая «Северная»)
4. Шахта имени Байжанова

- ТОО «Разрез „Кузнецкий“»

1. Разрез «Кузнецкий»

- АО «ГРК „SAT Komir“»

1. Разрез «Кумыскудукский»